# Gesher (2018)
Ne doit pas être confondu avec Gesher (1996).
Gesher (en hébreu : גשר, qui signifie « pont ») est un parti politique israélien centriste laïc, fondé en 2018 par Orly Levy, dissidente d'Israel Beytenou.

## Historique
En mai 2016, Orly Levy, membre d'Israel Beytenou et députée à la Knesset, décide de quitter ce parti après avoir échoué à obtenir un poste ministériel. Elle siège alors comme indépendante au parlement, qu'elle doit quitter à la fin de la législature en avril 2019.
Le 25 décembre 2018, elle fonde Gesher en référence au parti homonyme créé par son père en 1996.
Lors des élections d'avril 2019, le nouveau parti ne franchit pas le seuil électoral et n'obtient aucun siège.
En juillet 2019, Gesher conclut une alliance avec le Parti travailliste dans la perspective des élections législatives anticipées du 17 septembre suivant. L'alliance obtient six sièges et Orly Levy retrouve le sien à la Knesset. Les deux partis décident de soutenir Benny Gantz pour constituer une nouvelle coalition gouvernementale majoritaire.
Après l'échec des tentatives pour former un nouveau gouvernement, la Knesset est une nouvelle fois dissoute. En janvier 2020, Gesher conclut une nouvelle alliance électorale de centre-gauche avec les travaillistes et le Meretz. Celle-ci obtient sept sièges lors des élections législatives du 2 mars suivant. Orly Levy et son parti s'opposent à un éventuel gouvernement dirigé par Benny Gantz soutenu par la Liste unifiée et remettent en cause l'alliance avec le Meretz.